# Gombík

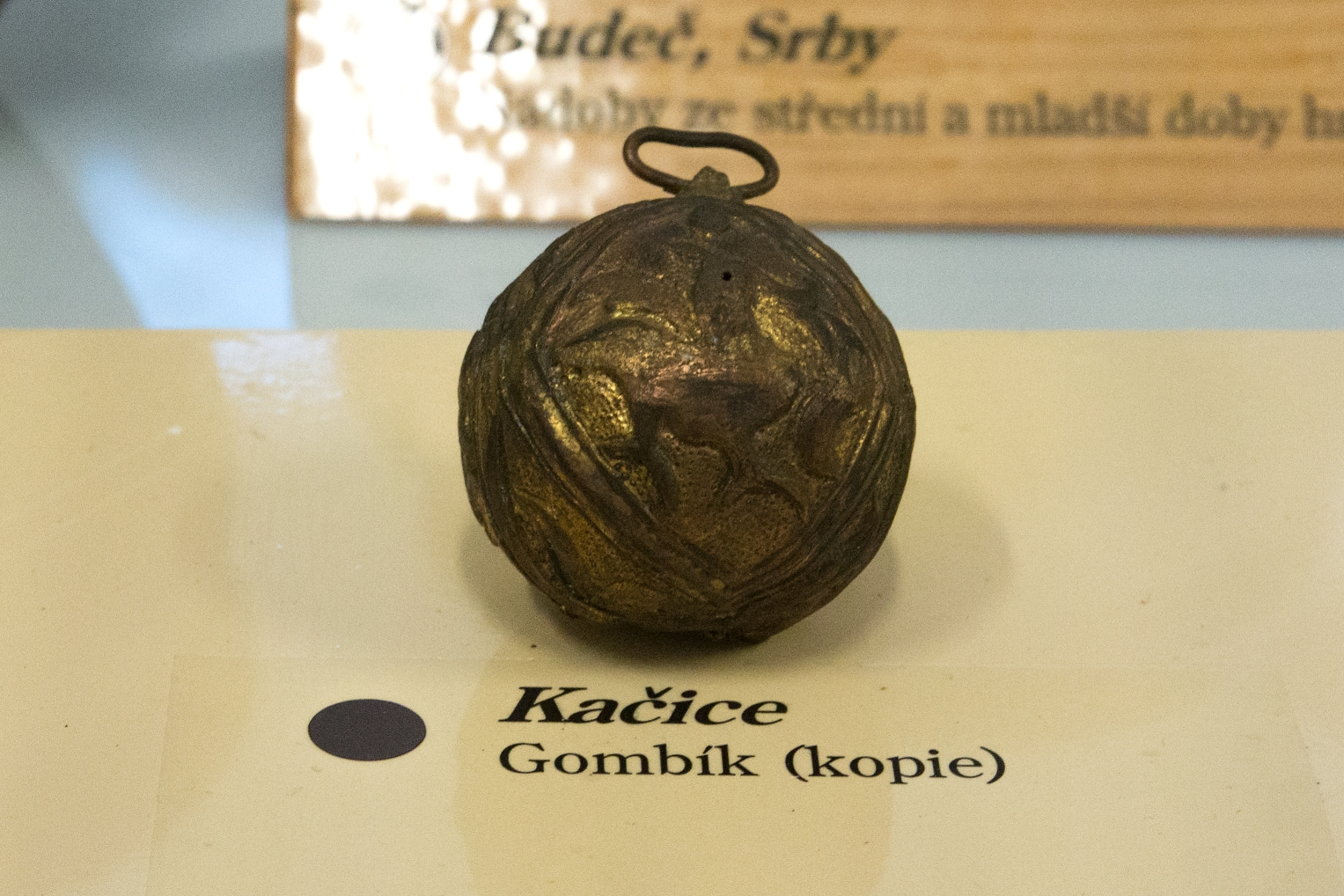
Kopie gombíku s motivem ptáka z Kačice (Sládečkovo vlastivědné muzeum v Kladně)

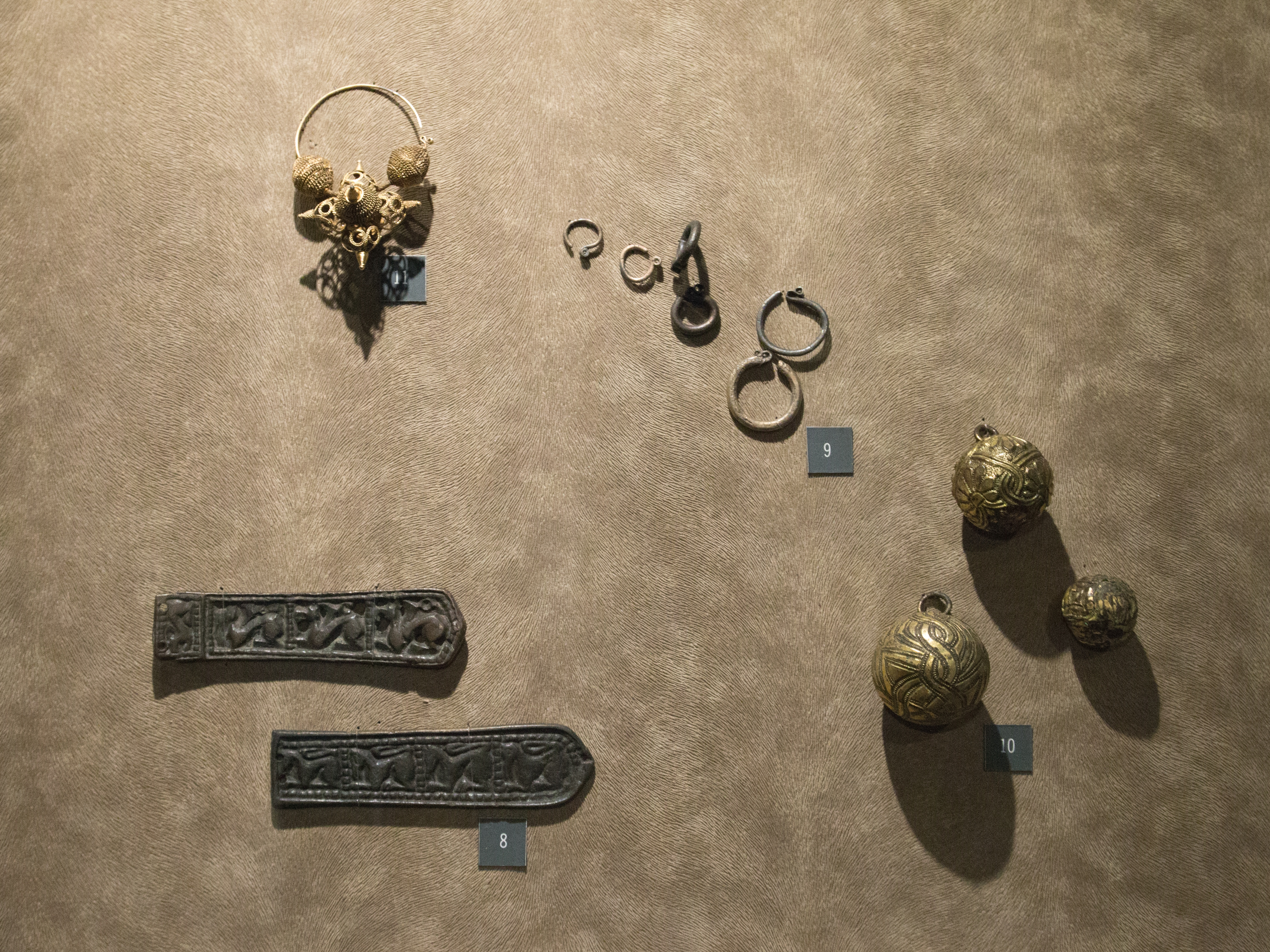
Slovanské šperky včetně pozlacených gombíků (10) ze Žalova u Roztok (Muzeum hlavního města Prahy)

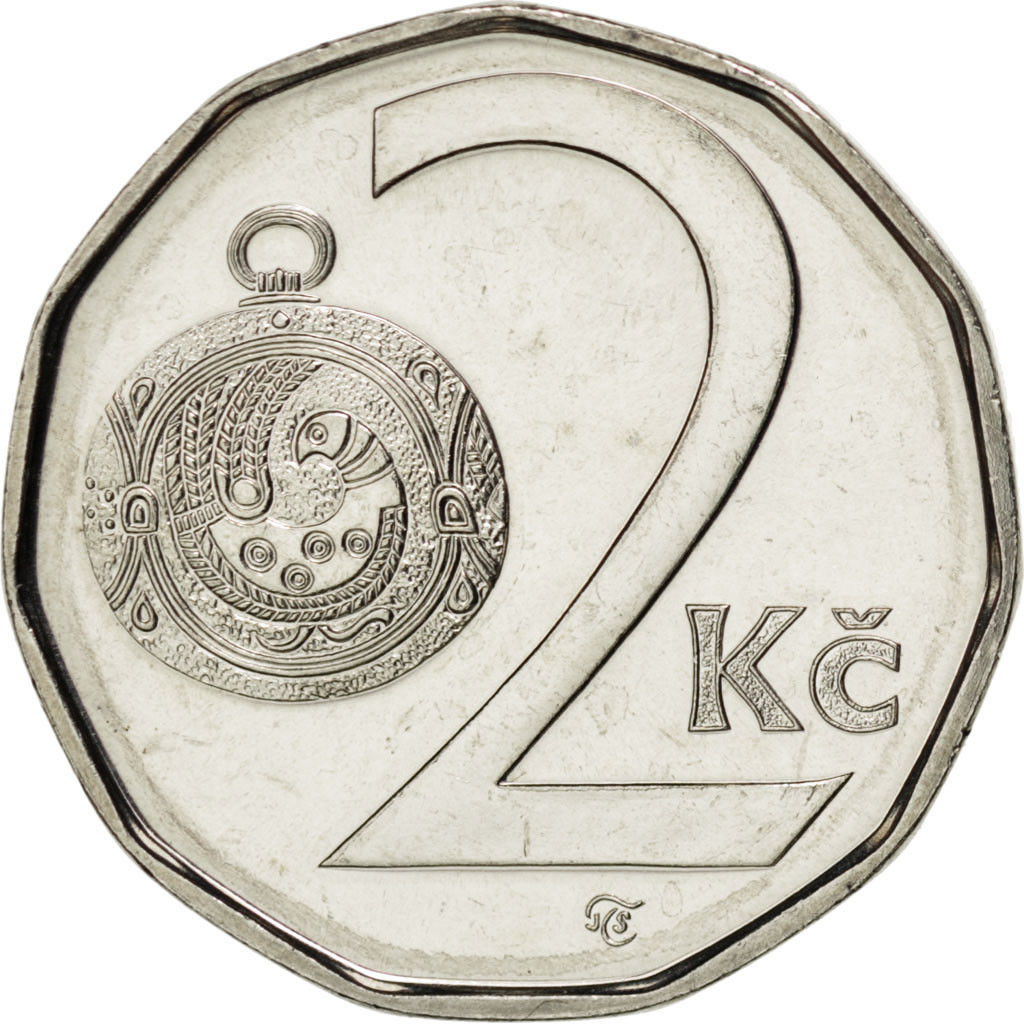
Mikulčický gombík na české dvoukoruně (autorka návrhu Jarmila Truhlíková-Spěváková)

Gombík je knoflík či šperk typický pro oblast Velké Moravy v období 9. a 10. století.
Gombíky jsou ozdobné předměty kulovitého tvaru s malým kruhovitým ouškem. Jejich pojmenování bylo přejato ze slovenštiny, která takto nazývala drobnější knoflíky stejného tvaru na národním kroji.
V roce 1913 označil Lubor Niederle gombíky jako knoflíky s estetickou funkcí.
V roce 1947 zavedl Jan Eisner poprvé termín „gombík“ do české archeologie.
V roce 1948 Josef Poulík sjednotil termín „gombík“ pro tento druh velkomoravského šperku.
V roce 1955 označil Vilém Hrubý gombík za specifickou variantu knoflíku jako spínadla oděvu nebo závěsku do náhrdelníku.
V roce 1966 Bořivoj Dostál označil gombík za variantu knoflíku, spínadla oděvu.
Gombíky se skládají z ouška, poutka, prstence a zpravidla horní a dolní polokoule, ojediněle z těla tvořeného dutou koulí s otvorem a límce doplňujícího tvar na kouli, výjimečně se uvnitř vyskytla kulička či více kuliček (určitá obdoba rolničky).

## Naleziště
Gombíky byly vyráběny v domácích velkomoravských dílnách, jak dokazuje nález klenotnických dílen, a navíc i jejich geografické rozšíření. Dnes známe více než šest stovek skvostně zdobených exemplářů gombíků, rozhodující většina z nich pochází z velkomoravských center. Mezi nejznámější místa nálezů gombíků se řadí Slovanské hradiště Mikulčice, Staré Město, Uherské Hradiště – Sady, Pohansko u Břeclavi, Nitra, Kopčany, Praha (hrad), Stará Kouřim. Jiné velmi podobné jsou nálezy např. z Chorvatska (Trilje). Jeden gombík se nalezl také mimo území Velké Moravy, na pohřebišti nedaleko Řezna.
Gombíky se v hrobech pochopitelně nevyskytují v masovém měřítku, neboť byly záležitostí privilegované vrstvy – tzv. nobility, proto se vyskytují především v nejvýznamnějších velkomoravských centrech, zejména uvnitř kostelů nebo v jejich bezprostřední blízkosti, nejvíce u II. a III. kostela na akropoli Valů u Mikulčic, VI. mikulčického kostela na podhradí, na Pohansku u Břeclavi a ve Starém Městě v lokalitě Na Valách. obzvláště pokud se týká zlatých, precizně zdobených výrobně a technologicky náročných exemplářů, mezi nimiž vynikají honosné dvouplášťové (u II. kostela nebo hrob č. 505 u III. kostela), pukličkové (u II. kostela) nebo polyedrické (hrob č. 318 uvnitř III. kostela) skvosty z Valů u Mikulčic svědčící o šperkařském mistrovství.
V malých venkovských sídlištích se gombíky prakticky nevyskytovaly nebo byly ojediněle nalézány ve skleněné variantě.

## Funkce
Zejména na archeologických nalezištích Moravy (např. Staré Město, Uherské Hradiště – Sady, Mikulčice) se gombíky vyskytují v párech po stranách pod krkem. Podle polohy jejich nálezů v oblasti klíčních kostí či horní části trupu, popř. lebky v kostrových hrobech nobility velkomoravské společnosti, a to jak žen, tak i mužů, se usuzuje, že jde o okrasná spínadla oděvu, jimiž se zapínala horní část svrchního oděvu s poutky, nejspíše pláště či kabátce. Kabátec byl vpředu rozstřižen a nahoře poutky spojen pomocí gombíků. Této funkci napovídají i některé ojedinělé ikonografické prameny, zejména obrazy, sochařské plastiky i textilní výšivky, především z pozdějších období. O skutečné funkci spínadla svědčí nález gombíku v Chorvatsku, kdy hustou granulací je patrně záměrně pokryta jen spodní polovina a horní polovina s poutkem je ponechána hladká, aby se jemná zrníčka neničila při kontaktu s poutkem oděvu. Za archeologicky zachycené způsoby nošení z území Moravy je možno považovat částečně zachovalé zbytky poutka na gombících z hrobu č. 498 ve III. kostele a hrobu č. 888 na Klášteřisku v lokalitě Valy u Mikulčic.
Podle ojedinělých, ne příliš upřednostňovaných názorů některých badatelů nejhonosnější gombíky mohly plnit funkci ozdobné nášivky na oděv, případně být součástí náhrdelníku, čelenky či slavnostní pokrývky hlavy. Některé gombíky z plechu drahého kovu totiž dosahovaly v průměru až 3,5 cm a byly tak křehké, že spíše než jako užitkový předmět sloužily jako šperk vysoké umělecké hodnoty. Mohly však být použity např. jako spínadlo pohřebního rubáše, jak se předpokládá u hrobu č. 12/59 významného velmože – křesťana na samém vrcholu velkomoravské společnosti, pochovaného v pohřební kapli, která je součástí sakrálního komplexu na tzv. metropolitní výšině v Uherském Hradišti - Sadech. Dva stříbrné, silně pozlacené gombíky, na hladkém povrchu zdobené filigránním drátkem, byly nalezeny v místě hrudi.
Na archeologických lokalitách Čech se gombíky vyskytují i jednotlivě. To může být vysvětlováno jejich odlišným používáním na území dnešní Moravy a Čech. Na Moravě mohly například sloužit ke spínání oděvů, zatímco v Čechách sloužily například jako přívěsky. Není však vyloučeno ani prozaičtější vysvětlení, že v průběhu věků se gombík prostě z důvodu ztráty nezachoval. Pozdější ikonografie však naznačuje i možné použití jednoho gombíku pro plášť s jedním zapínáním pomocí gombíku a poutka na cípu pláště. V ojedinělých případech byl gombík použit jako závěsek náhrdelníku (hrob 393/55 Dolní Věstonice a minimálně tři hroby ve Starém Městě v lokalitě Na Valách).
Protože gombíky byly v hrobech nacházeny povětšinou ve spojitosti s dalšími honosnými šperky, zbraněmi či jinými atributy moci, je možné je interpretovat zároveň jako určitý znak příslušnosti k velkomoravské nobilitě.

## Materiál

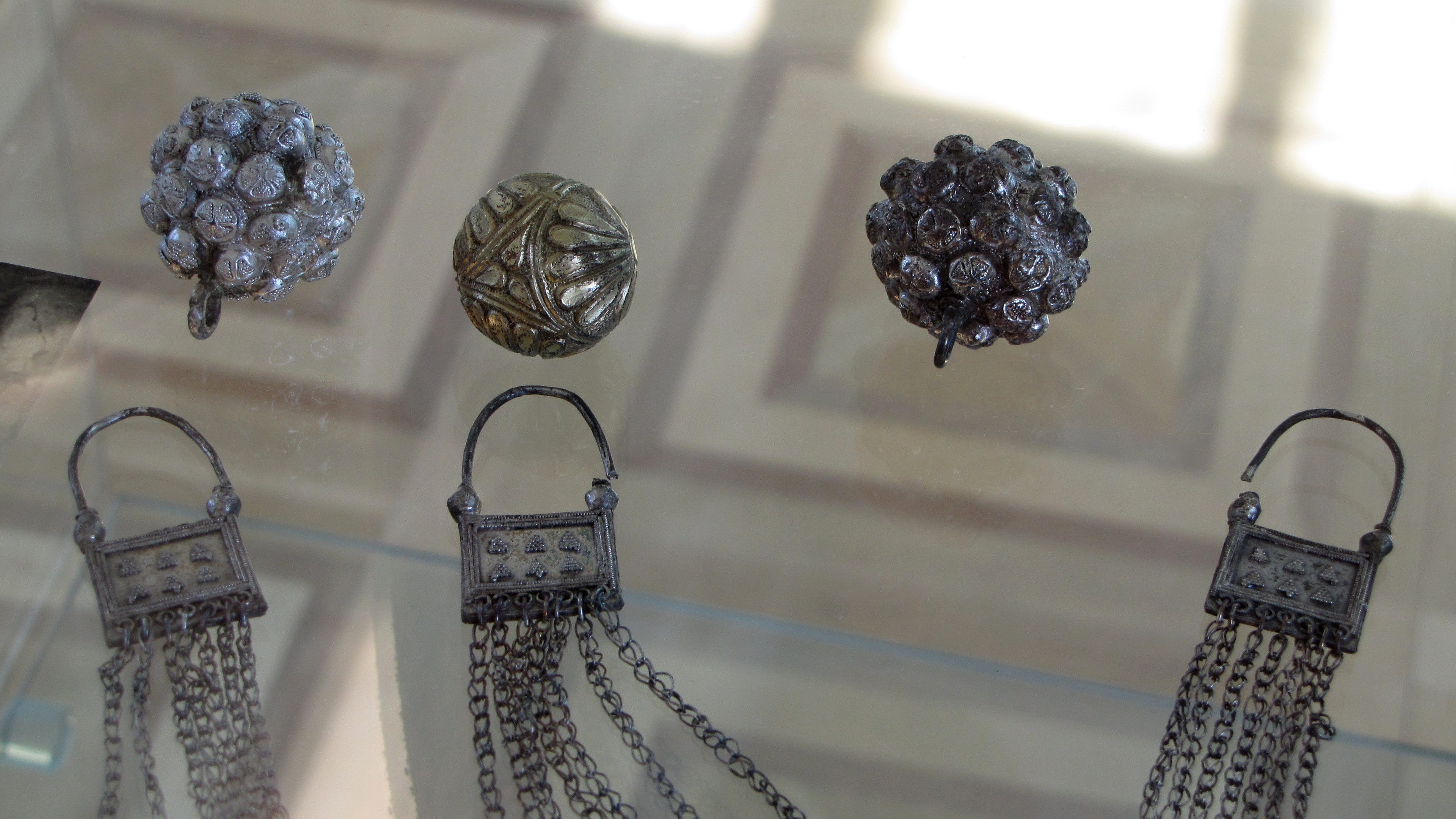
Kopie velkomoravských gombíků v expozici Velkomoravské Pohansko na zámku Pohansko u Břeclavi

Gombíky byly zhotoveny převážně ze zlata, stříbra, bronzu a mědi. Gombíky z bronzu a mědi byly zpravidla pozlacené a zastupovaly luxusnější exempláře ze zlata a stříbra.
V menším množství byly nalézány i gombíky skleněné. Ty pocházejí převážně z dětských hrobů. V jednom případě byl skleněný gombík nalezen v hrobu ženy. Nálezy skleněných gombíků v dětských hrobech se vysvětluje značnou výrobní náročností a tím i vysokou cenou bohatě zdobených kovových gombíků.
Nalezené skleněné gombíky jsou obvykle kulovitého, mírně zploštělého tvaru, o průměru okolo 1,5 cm. Jsou vyrobené obvykle ze zeleného či modrého průhledného nebo průsvitného skla. Většinou jsou jednobarevné, vzácněji bývají zdobené barevnými oky. Materiál úchytných oušek bývá obvykle železný nebo bronzový.
Menší kulovitá spínadla ze skla či bronzu se už dnes mezi gombíky často vůbec neřadí, protože jsou nejspíš odrazem odlišné řemeslné techniky a tradice, která souvisí s domácím šperkařstvím v jižním Podunají.

## Technika výroby

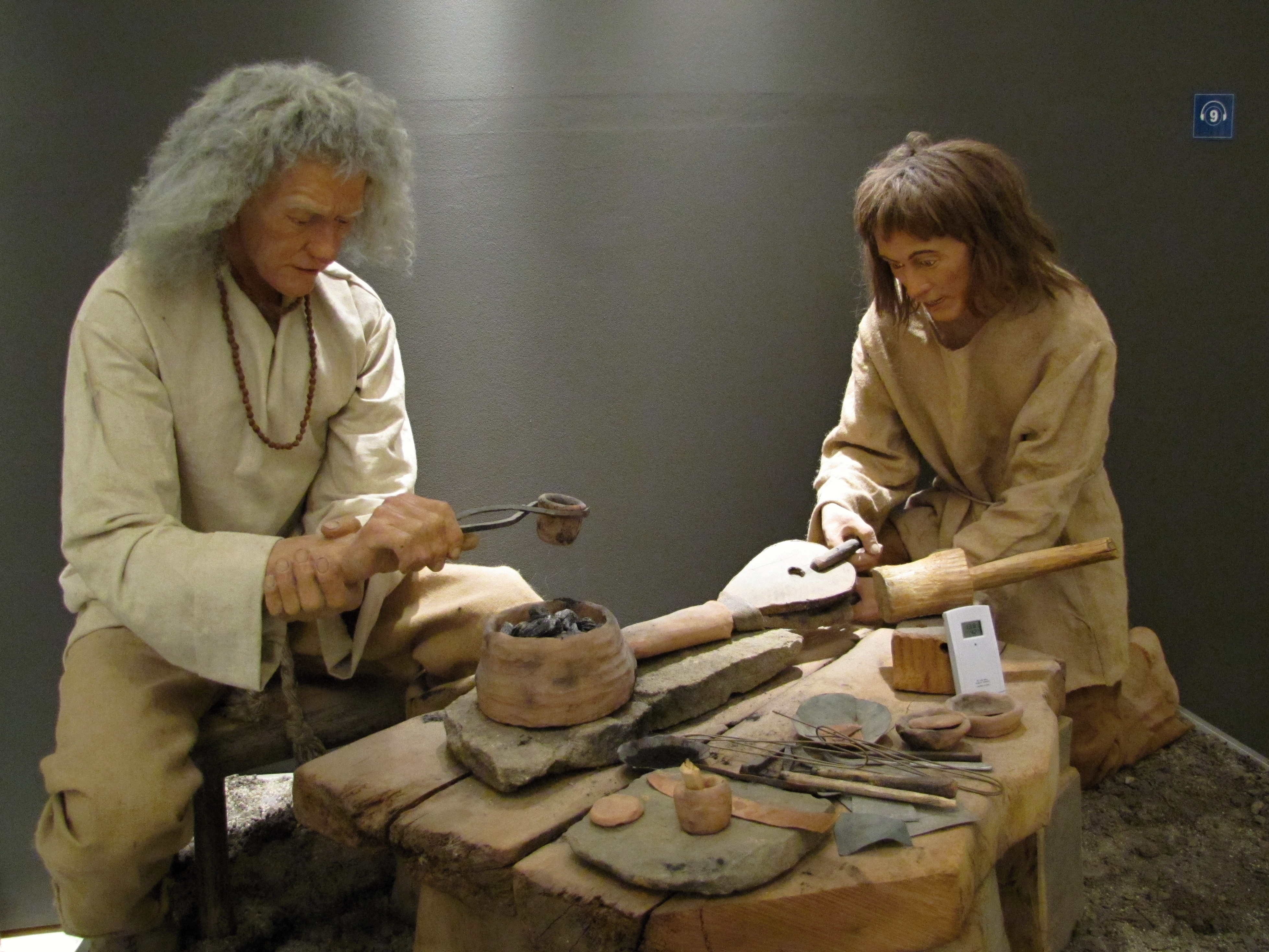
Rekonstrukce výroby v expozici Velkomoravské Pohansko

Velkomoravští klenotníci, vyhranění specialisté na výrobu šperků, zhotovovali širokou paletu gombíků ze dvou polokoulí lisovaných nebo vytepaných nejčastěji ze stříbrného, měděného nebo bronzového, zpravidla pozlaceného plechu, ale též zlatého, a celkový efekt zvýrazňovali bohatým zdobením, nejčastěji rostlinnými, řidčeji geometrickými a vzácně zvířecími, zejména ptačími motivy (Staré Město, Mikulčice), ale též s motivy psa a ryb (Mikulčice), které prováděli technikou hloubení, rytí či puncování. Vlastní ornamenty byly obvykle umístěny do medailonů nebo zasazeny do srdcovitého meandru, orámovány arkádami. Ornamenty mají vzor ve středomořské nebo předvelkomoravské podunajské oblasti nebo východní oblasti sasánovské (novoperské). Velmi častá je též technika zdobení plastickým tepáním, hrubou nebo velmi jemnou granulací nebo filigránem. Výzdoba granulací bývá buď ve větších zrnech stejnoměrně po celém povrchu, nebo v provedení tzv. makovou granulací ve vzorech. Granulace bývala prováděna pravděpodobně technikou natavování povrchu s drobnými kuličkami dočasně přitmelenými voskem. Filigrán se vyskytuje poměrně zřídka.
K vytepávání polokoulí ze zlatého, stříbrného, měděného, bronzového nebo mosazného plechu používal klenotník tzv. jamkovice, desky z tvrdšího materiálu (kov, tvrdé dřevo, parohovina) s vyvrtanými jamkami polokulovitého tvaru různé velikosti. Pomocí tzv. tlouku čili paličky s kulovitým zakončením a klenotnického kladívka pak plíšek, popř. též segment ze spojených úzkých plíšků nebo filigránních drátků stočených do tvaru preclíčku vtepal do jamky příslušné velikosti. Tím vytvořil hrubý tvar polokoule. Po vytažení plíšku nebo segmentu z jamky a zarovnání přečnívajících okrajů pak byly obě polokoule pájením spojeny do tvaru koule (budoucího gombíku nebo bubínku k výrobě náušnic) nebo v případě drátků do tvaru kulovitého košíčku.
Výroba granulek probíhala v tyglíku naplněném uhelným prachem a drobně nasekaným drátkem z drahého kovu. Tyglík byl vystaven alespoň na dobu 15 minut teplotě tání příslušného kovu. V důsledku vzniklého povrchového napětí se kousky kovu přetavily na kapky, které v uhelném prachu po vychladnutí nabyly tvaru dokonale kulovitých granulek. Po roztřídění podle velikosti mohly být granulky následně aplikovány na povrch zdobených šperků.
Podle celkové velikosti a typu výzdoby se plechové gombíky dají rozčlenit do přibližně desítky hlavních typů. Z nich lze vyzdvihnout na Valech u Mikulčic nalezené unikátní skvostné dvouplášťové, ze zlata zhotovené gombíky, stejně jako lucerničkové gombíky se skleněnými očky.

## Datování
Nálezy gombíků v hrobech na Valech u Mikulčic jsou datovány již na počátek 9. století. Největší množství nálezů gombíků je datováno do poslední třetiny 9. století.

## Zajímavost
Gombík je natolik typickým šperkem dávné Moravy a Čech, že mikulčický exemplář byl zvěčněn na dvoukorunové minci.